# Château de Yokosuka

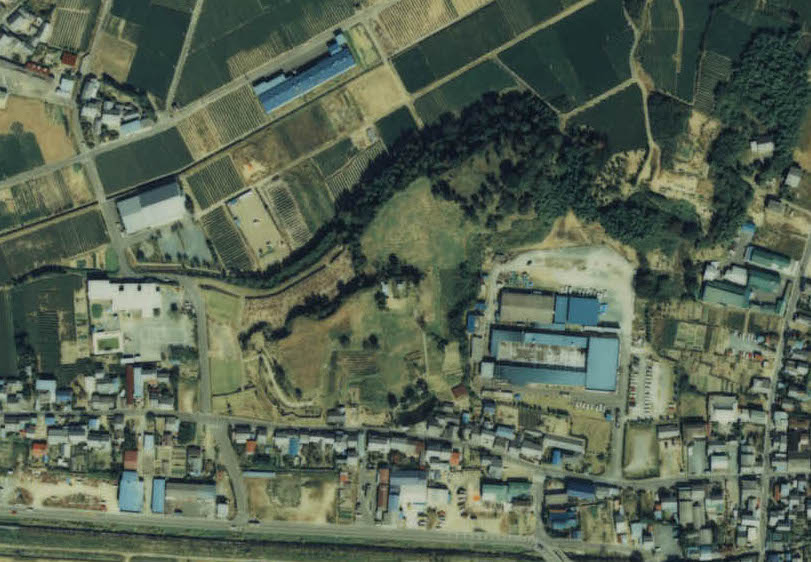
Vue aérienne du parc du château de Yokosuka.

Le château de Yokosuka (横須賀城, Yokosuka-jō) se trouvait dans la province de Totomi (actuellement préfecture de Shizuoka) au Japon de la fin de l'époque Muromachi à la restauration de Meiji. C'était la capitale du domaine de Yokosuka durant le shogunat Tokugawa de la période Edo.

## Histoire
Durant l'époque Muromachi, le clan Imagawa dirigeait les provinces de Suruga et de Tōtōmi de leur base de Sunpu (actuellement Shizuoka). Après la défaite d'Imagawa Yoshimoto à la bataille d'Okehazama, la province de Tōtōmi passa à Tokugawa Ieyasu qui ordonna à son serviteur Ōsuga Yasutaka de bâtir un château à Yokosuka, sur la côte sud de Kakegawa en 1580. Durant la période Edo, le château de Yokosuka connut de nombreux daimyos avant de passer aux mains du clan Nishio en 1682, clan qui le gouvernera jusqu'à la restauration de Meiji en 1868.
Le château de Yokosuka est remarquable en ce qu'il a été fait recours aux rochers arrondis du fleuve Tenryū dans les murs de ses douves au lieu de pierres taillées. Le donjon qui avait quatre étages et une structure à trois toits fut détruit par le séisme de Hōei en 1707 et ne fut pas reconstruit.
De nos jours, une portion des douves et des murs en terre subsistent. Le site est un monument historique national japonais et un musée d'histoire a été construit à l'intérieur du site de l'ancienne motte castrale principale.